# إريك أورتيز
اريك أورتيز (بالإسبانية: Eric Ortiz)‏ (19 مايو 1977 بمدينة مكسيكو في المكسيك - ) هو ملاكم مكسيكي، صنّف ضمن فئة وزن الذبابة الخفيف ‏.

## وصلات خارجية
- اريك أورتيز على موقع بوكس ريك (الإنجليزية) (registration required)